# Leónovka (Novi Oskol)
|  | Per a altres significats, vegeu «Leónovka». |

Leónovka - Леоновка (rus) - és un poble de l'óblast de Bélgorod, a Rússia. El 2010 tenia 452 habitants. Pertany al districte (raion) de Novi Oskol.